# ميلتون مور
ميلتون مور (بالإنجليزية: Milton Moore)‏ هو كاتب سيناريو أمريكي، ولد في 1884 في إنديانا في الولايات المتحدة، وتوفي في 18 أغسطس 1956 في لوس أنجلوس في الولايات المتحدة.

## روابط خارجية
- ميلتون مور على موقع IMDb (الإنجليزية)
- ميلتون مور على موقع قاعدة بيانات الفيلم (الإنجليزية)